# سنگ‌نوشته سراب بکان
سنگ نبشته سراب بکان مربوط به دوره قاجار است و در جونقان، شمال شرق شهر واقع شده و این اثر در تاریخ ۲۴ فروردین ۱۳۸۲ با شمارهٔ ثبت ۸۲۳۲ به‌عنوان یکی از آثار ملی ایران به ثبت رسیده است.